# Missiriac
Missiriac (tiếng Breton: Megerieg) là một xã ở tỉnh Morbihan trong vùng Bretagne tây bắc Pháp. Xã này có diện tích 13,47 km², dân số năm 1999 là 914 người. Khu vực này có độ cao trung bình 9-96 mét trên mực nước biển.
Cư dân của Missiriac danh xưng trong tiếng Pháp là Missiriacois.